# 合川区涪江一桥
合川区涪江一桥，原名涪江大桥，是位于中华人民共和国重庆市合川区涪江鸭嘴江口上游约400米的一座拱式桥梁，连接合川城区北岸学昌门和南岸马岭岩（书院路），是合川城区首座跨江大桥，老桥最早于1971年建成通车，2009年拆除后新桥于2010年通车，原为212国道的一部分，现为617县道的一部分。

## 老涪江一桥

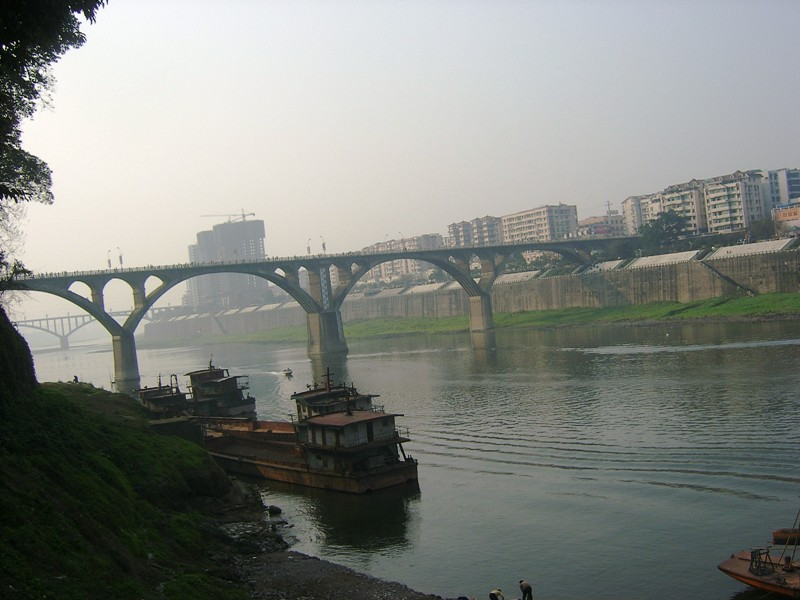
2007年拍摄的合川涪江一桥老桥（朝向北岸）

### 设计
合川区涪江一桥老桥全长345.6米，有包括两岸各12米和中间4座66米共6座桥跨，适应三级航道，桥面设计车道宽7米，左右各附宽1.5米人行道，1998年桥面改造后车道宽6.5米，左右各附宽1.75米人行道。
涪江一桥老桥设计于双曲拱桥发展初期，曾为中华人民共和国内最大跨度的双曲拱桥、四川省第一座用缆索吊装办法修建的大桥，但因选择了过大的悬链线拱轴系数且拱肋预制节段尺寸误差大，主拱圈成拱线形存在明显偏差。

### 历史
20世纪三四十年代涪江一桥修筑前，合川城区内仅能通过乘船夫手工划桨的渡船渡河，解放后，合川鸭嘴码头车渡开始运行，构成合川“八大美景”中“涪江晚渡”的景象，但是船渡效率过低，1964年到1980年三线建设间，合川涪江一桥同陵川机械厂、华川机械厂、四川矿业学院、襄渝铁路等被列入为合川区的三线建设项目，投资278.1万人民币，是20世纪六七十年代合川最大的城市基础设施项目，是合川地标志性建筑之一，桥的图片被印在了火柴盒和粮票、布票等供应票证之上。
大桥于1966年11月动工，施工过程中曾因施工时严重陷入派性斗争、施工相应措施不力、施工现场混乱自流、安装工序不衔接、加载程序不合理而发生南岸起第三跨跨塌的事故，砸坏木船1支，致2人轻伤，并引起2号拱助严重变形，经济损失约20万人民币，1971年5月竣工，后渡船取消。
涪江一桥老桥运行期间，1975年日均过车400辆次，1989年3000辆次，渡人4.7万人次。由于高负载和上述等失误，出现过拱肋立面较明显的扭曲变形、各跨拱圈立面上不同程度不对称、各跨拱顶段拱肋竖向裂缝等现象，1988年，涪江一桥老桥被鉴定为危桥，并采取了限载措施，但后仍使用了十年，此期间正在修建合川东西关水电站和合州大桥（合川区涪江二桥），车流量大，且有大量超载车辆通过。1999年重庆綦江彩虹桥事故后，合川再次对涪江一桥老桥检测并再次鉴定其为危桥，禁止车辆通行。
2000年涪江一桥老桥进行加固工程，使用胶对拱肋混凝土裂缝粘合，并对外露钢板用水泥砂浆封闭处理，于当年10月完工，11月再次检查后，大桥可按设计荷载标准安全通行车辆 ，重新限载使用。
2005年，草街航运枢纽开始修建，因其蓄水后水位将抬高约17米，航道净空很小，2007年合川区委区政府开始讨论是否拆除老桥，当时有人认为应在保留老桥的基础上仅供行人通过满足市民的依赖情感。讨论两余年后，2009年，区委区政府最终决定爆破拆除老桥并于原址重建新桥，并于当年1月5日上午10:30实行。

## 新涪江一桥

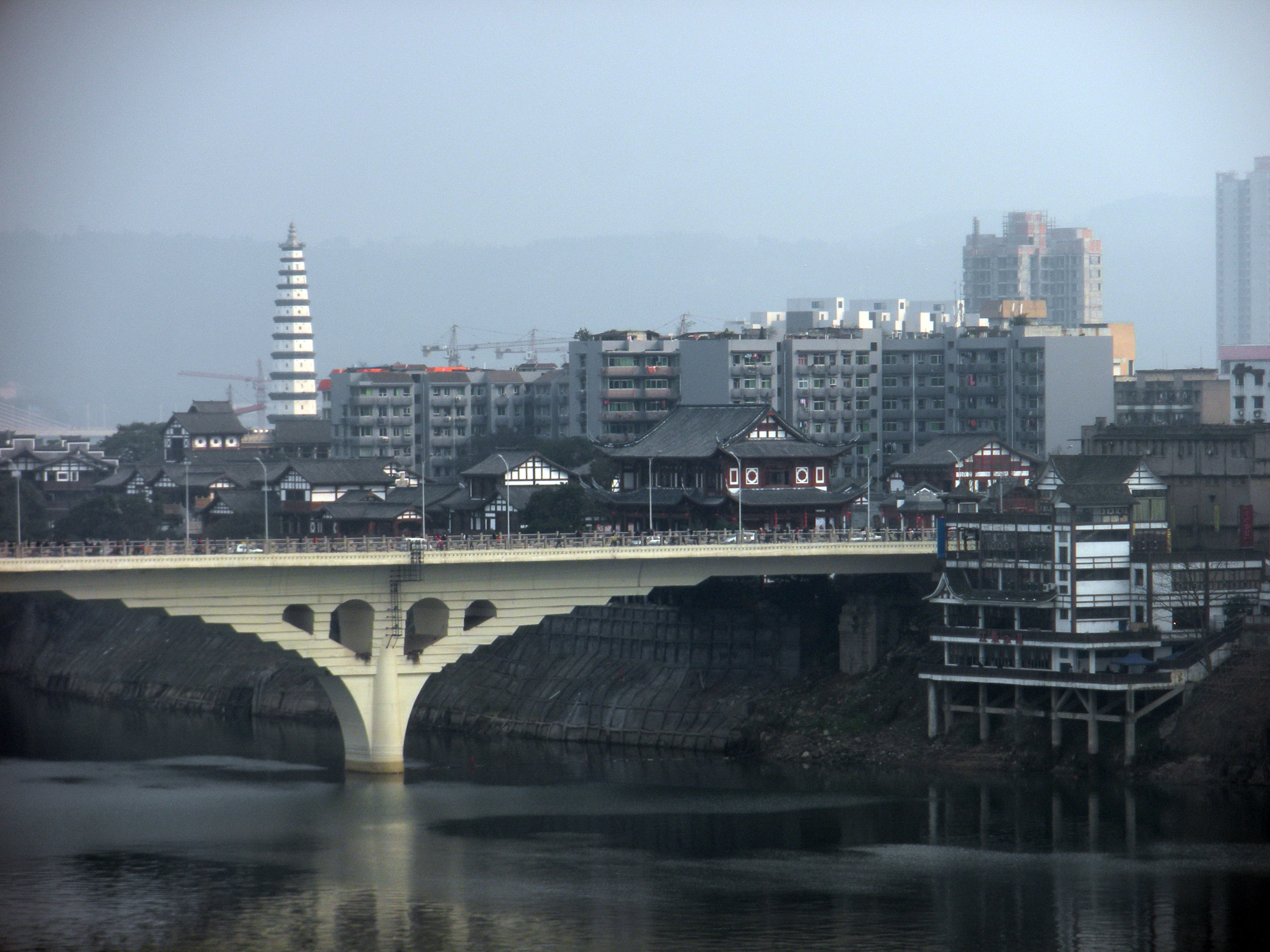
2012年拍摄的合川涪江一桥新桥（朝向南岸）

### 设计
合川区涪江一桥新桥为连续钢构桥，桥面双向四车道（包含两条非机动车道），建设标准为城市主干道Ⅱ级，采用上承式拱式桥方案，在修建时是中国国内唯一将拱桥和梁桥结合起来设计的新型拱式梁桥。涪江一桥新桥全长470米，其中主桥为拱式桥，长280米，南北引桥全长190米，主跨135米，北侧桥跨88米，南侧桥跨84米，均采用30米跨径等截面连续梁，宽20米，南侧桥台下设置地下过街通道。
此设计含有古典拱桥元素，观赏性高，且尽可能还原了老桥的拱桥形态。

### 历史
炸毁老桥后，涪江一桥新桥由中交二航局建设，合同造价1.07亿人民币。2010年12月31日，在原涪江一桥处新建的涪江一桥新桥建成通车。
2018年，涪江一桥进行护栏专项整治，包括防撞栏杆钢管除锈涂装刷漆、人行道浮雕栏杆部分更换维护、人行道石栏杆裂缝修复及表面涂装、人行道边枕梁瓷砖修复等，工程于2启动，于3月底完工。
2019年国庆节前，涪江一桥安装了灯饰，10月1日起开始点亮。
2022年，涪江一桥引桥下部的公共地段进行了升级改造，成为一个公共停车场，占地802平方米，设置25个机动车停车位和24个非机动车停车位。

## 交通
合川区涪江一桥所连接的合川城区北岸学昌门、柏树街地带和南岸书院路、下什字地带均为合川区繁华地段，桥与西侧（上游）1.2公里的现212国道组成部分合州大桥并行，分流车辆，缓解国道过境压力。

### 公共汽车
现时经由合川区涪江一桥的公共汽车有8条，如下：
| 编号 | 编号     | 线路及运营时间        | 线路及运营时间 | 线路及运营时间                 | 收费 | 运营商   | 备注       |
| ---- | -------- | --------------------- | -------------- | ------------------------------ | ---- | -------- | ---------- |
|      | 116合川  | 合川火车站 6:12–22:00 | ⇆              | 重庆对外经贸学院B区 6:15–22:00 | 2元  | 合瑞运输 | 原 合川701 |
|      | 118合川  | 合川火车站 6:00–22:00 | ⇆              | 客运中心 6:00–22:00            | 2元  | 合瑞运输 | 原 合川201 |
|      | 213合川  | 职教中心 6:30–22:00   | ⇆              | 强联发 6:30–22:00              | 2元  | 合瑞运输 | 原 合川601 |
|      | 516合川  | 东津沱小学 6:30–22:00 | ⇆              | 新图书馆 6:30–22:00            | 2元  | 合瑞运输 | 原 合川801 |
|      | 610A合川 | 区公安局 6:20–19:10   | ↺              | 区公安局                       | 2元  | 合瑞运输 |            |
|      | 610B合川 | 区公安局 6:20–19:10   | ↻              | 区公安局                       | 2元  | 合瑞运输 |            |
|      | 813合川  | 客运中心 6:15–18:30   | ⇆              | 梳铺村 6:15–18:30              | 2元  | 合瑞运输 | 原 合川203 |
|      | 815合川  | 客运中心 6:00–22:00   | ⇆              | 沙坪路 6:00–22:00              | 2元  | 合瑞运输 | 原 合川501 |